# Georges Riquier (acteur)
Georges Riquier  (Crest, 10 januari 1918 - Créteil, 12 februari 1998) was een Frans acteur. 
Hij was vooral actief als theateracteur, maar speelde daarnaast ook mee in enkele langspeelfilms en enkele televisieseries en -films, en sprak als stemacteur ook de Franse versie in van anderstalige films.

## Rollen in langspeelfilms
- 1952 : Le Gang des pianos à bretelles van Gilles de Turenne
- 1964 : Mata Hari, agent H 21 van Jean-Louis Richard als "Ludovic"
- 1966 : Le Solitaire passe à l'attaque van Ralph Habib
- 1972 : Il n'y a pas de fumée sans feu van André Cayatte als "de rechter"
- 1974 : Que la fête commence van Bertrand Tavernier als "Brunet d'Ivry"
- 1974 : Le Futur aux trousses van Dolorès Grassian
- 1974 : Peur sur la ville van Henri Verneuil als "de prefect"
- 1976 : Armaguedon van Alain Jessua als een "lid van de Franse préfecture de police"
- 1976 : La question van Laurent Heynemann als "Toutain"
- 1977 : Des enfants gâtés van Bertrand Tavernier als "Mouchot"
- 1977 : Tendre poulet van Philippe de Broca als "Professor Pelletier"

- Bibliothèque nationale de France: cb12697999d (data)
- International Standard Name Identifier: 0000 0001 1936 2288
- Library of Congress Control Number: no2011079533
- MusicBrainz: 067bfa06-076f-4b01-9dbd-267a9adee5c5
- Système universitaire de documentation: 151296774
- Virtual International Authority File: 73976155
- WorldCat: E39PBJgxvKdbXGB7CYtXwDqxXd